# Fase final da Copa Libertadores da América de 2018
A fase final da Copa Libertadores da América de 2018 compreendeu as disputas de oitavas de final, quartas de final, semifinal e final. As equipes se enfrentaram em jogos eliminatórios de ida e volta em cada fase, e as que somassem mais pontos se classificavam as fases seguintes.

## Critérios de desempate
Se em um cruzamento as determinadas equipes igualassem em pontos, o primeiro critério de desempate seria o saldo de gols. Caso empatasem no saldo, o gol marcado na casa do adversário entraria em consideração. Persistindo o empate, a vaga seria decidida em disputa por pênaltis.
Na final a regra do gol fora de casa não entrou em consideração, levando a partida para a prorrogação no caso de empate por por pontos. Persistindo o empate, o título seria decidido em disputa por pênaltis.

## Sorteio
Para determinar todos os cruzamentos da fase final, a CONMEBOL passou a adotar a partir da edição de 2017 o formato de sorteio, que foi realizado no Centro de Convenções da CONMEBOL em Luque, no Paraguai, a 4 de junho.
Para determinar a distribuição das equipes através dos potes, foi levado em consideração o desempenho das equipes na fase de grupos. As equipes que finalizaram em primeiro lugar nos grupos encontraram-se no Pote 1, e as equipes que se classificaram em segundo lugar no Pote 2.
Equipes classificadas
Entre parêntesis a posição entre os classificados da fase de grupos.
| Grupo | Líderes de grupo (Pote 1) | Vice-líderes de grupo (Pote 2) |
| ----- | ------------------------- | ------------------------------ |
| A     | Grêmio (2)                | Cerro Porteño (9)              |
| B     | Atlético Nacional (7)     | Colo-Colo (16)                 |
| C     | Libertad (3)              | Atlético Tucumán (13)          |
| D     | River Plate (4)           | Flamengo (11)                  |
| E     | Cruzeiro (5)              | Racing (10)                    |
| F     | Santos (8)                | Estudiantes (15)               |
| G     | Corinthians (6)           | Independiente (12)             |
| H     | Palmeiras (1)             | Boca Juniors (14)              |

Além de determinar os potes, o desempenho das equipes na fase de grupos também determina os mandos de campo até a final, sendo que os primeiros dos grupos estão ranqueados de 1 a 8 e os segundo colocados de 9 a 16. Num cruzamento a equipe de melhor ranking sempre realizará o jogo de volta em casa.

## Oitavas de final
| Chave | Equipe 1         | Total       | Equipe 2          | Ida    | Volta |
| ----- | ---------------- | ----------- | ----------------- | ------ | ----- |
| A     | Racing           | 0–3         | River Plate       | 0–0    | 0–3   |
| B     | Colo-Colo        | 2–2 (gf)    | Corinthians       | 1–0    | 1–2   |
| C     | Flamengo         | 1–2         | Cruzeiro          | 0–2    | 1–0   |
| D     | Estudiantes      | 3–3 (3–5 p) | Grêmio            | 2–1    | 1–2   |
| E     | Atlético Tucumán | 2–1         | Atlético Nacional | 2–0    | 0–1   |
| F     | Boca Juniors     | 6–2         | Libertad          | 2–0    | 4–2   |
| G     | Cerro Porteño    | 1–2         | Palmeiras         | 0–2    | 1–0   |
| H     | Independiente    | 3–0         | Santos            | 3–0[a] | 0–0   |

### Chave A
| 9 de agosto   | Racing | 0 – 0     | River Plate | Estádio El Cilindro, Avellaneda                                  |
| 19:30 (UTC−3) |        | Relatório |             | Público: 40 000[carece de fontes?] Árbitro: BRA Anderson Daronco |

| 29 de agosto  | River Plate                           | 3 – 0     | Racing | Estádio Monumental de Núñez, Buenos Aires                           |
| 19:30 (UTC−3) | Pratto 10' · Palacios 27' · Borré 80' | Relatório |        | Público: 50 000[carece de fontes?] Árbitro: PAR Mario Díaz de Vivar |

River Plate venceu por 3–0 no placar agregado.

### Chave B
| 8 de agosto   | Colo-Colo   | 1 – 0     | Corinthians | Estádio Monumental, Santiago                                  |
| 20:45 (UTC−4) | Carmona 37' | Relatório |             | Público: 39 013[carece de fontes?] Árbitro: COL Wilmar Roldán |

| 29 de agosto  | Corinthians                  | 2 – 1     | Colo-Colo   | Arena Corinthians, São Paulo               |
| 21:45 (UTC−3) | Jadson 16' (pen) · Roger 63' | Relatório | Barrios 31' | Público: 38 112 Árbitro: ARG Néstor Pitana |

2–2 no placar agregado, Colo-Colo avançou pela regra do gol fora de casa.

### Chave C
| 8 de agosto   | Flamengo | 0 – 2     | Cruzeiro                            | Estádio do Maracanã, Rio de Janeiro        |
| 21:45 (UTC−3) |          | Relatório | De Arrascaeta 9' · Thiago Neves 77' | Público: 45 967 Árbitro: ARG Néstor Pitana |

| 29 de agosto  | Cruzeiro | 0 – 1     | Flamengo       | Estádio Mineirão, Belo Horizonte          |
| 21:45 (UTC−3) |          | Relatório | Léo Duarte 69' | Público: 52 706 Árbitro: URU Andrés Cunha |

Cruzeiro venceu por 2–1 no placar agregado.

### Chave D
| 7 de agosto   | Estudiantes             | 2 – 1     | Grêmio        | Estádio José Luis Meiszner, Quilmes                          |
| 21:45 (UTC−3) | Apaolaza 8' · Campi 37' | Relatório | Kannemann 43' | Público: 20 000[carece de fontes?] Árbitro: URU Andrés Cunha |

| 28 de agosto  | Grêmio                     | 2 – 1     | Estudiantes  | Arena do Grêmio, Porto Alegre            |
| 21:45 (UTC−3) | Everton 5' · Alisson 90+2' | Relatório | Rodríguez 8' | Público: 48 082 Árbitro: PAR Éber Aquino |

|                                   |       | Penalidades                       |  |
| Maicon Everton Jael Alisson André | 5 – 3 | Rodríguez Campi Noguera Lugüercio |  |

3–3 no placar agregado, Grêmio venceu por 5–3 na disputa de pênaltis.

### Chave E
| 9 de agosto   | Atlético Tucumán     | 2 – 0     | Atlético Nacional | Estádio José Fierro, San Miguel de Tucumán                  |
| 21:45 (UTC−3) | Díaz 7' · Acosta 70' | Relatório |                   | Público: 30 000[carece de fontes?] Árbitro: PAR Éber Aquino |

| 28 de agosto  | Atlético Nacional | 1 – 0     | Atlético Tucumán | Estádio Atanasio Girardot, Medellín                           |
| 19:45 (UTC−5) | Duarte 11'        | Relatório |                  | Público: 25 363[carece de fontes?] Árbitro: CHI Roberto Tobar |

Atlético Tucumán venceu por 2–1 no placar agregado.

### Chave F
| 8 de agosto   | Boca Juniors          | 2 – 0     | Libertad | Estádio La Bombonera, Buenos Aires                             |
| 19:30 (UTC−3) | Ábila 6' · Zárate 42' | Relatório |          | Público: 49 000[carece de fontes?] Árbitro: BRA Wilton Sampaio |

| 30 de agosto  | Libertad                  | 2 – 4     | Boca Juniors                                           | Estádio Defensores del Chaco, Assunção                        |
| 18:30 (UTC−4) | Ó. Cardozo 11', 38' (pen) | Relatório | Pavón 18' · Zárate 21' · Tévez 74' · Cardona 79' (pen) | Público: 25 000[carece de fontes?] Árbitro: COL Wilmar Roldán |

Boca Juniors venceu por 6–2 no placar agregado.

### Chave G
| 9 de agosto   | Cerro Porteño | 0 – 2     | Palmeiras      | Estádio General Pablo Rojas, Assunção                              |
| 20:45 (UTC−4) |               | Relatório | Borja 46', 70' | Público: 30 000[carece de fontes?] Árbitro: ARG Fernando Rapallini |

| 30 de agosto  | Palmeiras | 0 – 1     | Cerro Porteño  | Allianz Parque, São Paulo                   |
| 21:45 (UTC−3) |           | Relatório | Arzamendia 56' | Público: 33 204 Árbitro: ARG Germán Delfino |

Palmeiras venceu por 2–1 no placar agregado.

### Chave H
| 21 de agosto  | Independiente | 3 – 0[a]  | Santos | Estádio Libertadores de América, Avellaneda                |
| 21:45 (UTC−3) |               | Relatório |        | Público: 40 000[carece de fontes?] Árbitro: PER Diego Haro |

| 28 de agosto  | Santos | 0 – 0[b]  | Independiente | Estádio do Pacaembu, São Paulo              |
| 19:30 (UTC−3) |        | Relatório |               | Público: 33 642 Árbitro: CHI Julio Bascuñán |

Independiente venceu por 3–0 no placar agregado.

## Quartas de final
| Chave | Equipe 1         | Total | Equipe 2    | Ida | Volta |
| ----- | ---------------- | ----- | ----------- | --- | ----- |
| S1    | Independiente    | 1–3   | River Plate | 0–0 | 1–3   |
| S2    | Colo-Colo        | 0–4   | Palmeiras   | 0–2 | 0–2   |
| S3    | Boca Juniors     | 3–1   | Cruzeiro    | 2–0 | 1–1   |
| S4    | Atlético Tucumán | 0–6   | Grêmio      | 0–2 | 0–4   |

### Chave S1
| 19 de setembro | Independiente | 0 – 0     | River Plate | Estádio Libertadores de América, Avellaneda                    |
| 19:30 (UTC−3)  |               | Relatório |             | Público: 40 000[carece de fontes?] Árbitro: BRA Wilton Sampaio |

| 2 de outubro  | River Plate                           | 3 – 1     | Independiente | Estádio Monumental de Núñez, Buenos Aires                        |
| 19:30 (UTC−3) | Scocco 46' · Quintero 68' · Borré 84' | Relatório | Romero 54'    | Público: 60 000[carece de fontes?] Árbitro: BRA Anderson Daronco |

River Plate venceu por 3–1 no placar agregado.

### Chave S2
| 20 de setembro | Colo-Colo | 0 – 2     | Palmeiras                    | Estádio Monumental, Santiago                                 |
| 21:45 (UTC−3)  |           | Relatório | Bruno Henrique 2' · Dudu 77' | Público: 33 390[carece de fontes?] Árbitro: URU Andrés Cunha |

| 3 de outubro  | Palmeiras                  | 2 – 0     | Colo-Colo | Allianz Parque, São Paulo                  |
| 21:45 (UTC−3) | Dudu 36' · Borja 52' (pen) | Relatório |           | Público: 37 950 Árbitro: COL Wilmar Roldán |

Palmeiras venceu por 4–0 no placar agregado.

### Chave S3
| 19 de setembro | Boca Juniors           | 2 – 0     | Cruzeiro | Estádio La Bombonera, Buenos Aires                          |
| 21:45 (UTC−3)  | Zárate 35' · Pérez 81' | Relatório |          | Público: 50 000[carece de fontes?] Árbitro: PAR Éber Aquino |

| 4 de outubro  | Cruzeiro  | 1 – 1     | Boca Juniors | Estádio Mineirão, Belo Horizonte          |
| 21:45 (UTC−3) | Sassá 57' | Relatório | Pavón 90+3'  | Público: 56 791 Árbitro: URU Andrés Cunha |

Boca Juniors venceu por 3–1 no placar agregado.

### Chave S4
| 18 de setembro | Atlético Tucumán | 0 – 2     | Grêmio                    | Estádio José Fierro, San Miguel de Tucumán                    |
| 21:45 (UTC−3)  |                  | Relatório | Alisson 34' · Everton 54' | Público: 35 000[carece de fontes?] Árbitro: COL Wilmar Roldán |

| 2 de outubro  | Grêmio                                                              | 4 – 0     | Atlético Tucumán | Arena do Grêmio, Porto Alegre              |
| 21:45 (UTC−3) | Luan 35' · Cícero 44' (pen) · Sánchez 52' (g.c.) · Jael 90+1' (pen) | Relatório |                  | Público: 47 304 Árbitro: CHI Roberto Tobar |

Grêmio venceu por 6–0 no placar agregado.

## Semifinais
| Chave | Equipe 1     | Total    | Equipe 2  | Ida | Volta |
| ----- | ------------ | -------- | --------- | --- | ----- |
| F1    | River Plate  | 2–2 (gf) | Grêmio    | 0–1 | 2–1   |
| F2    | Boca Juniors | 4–2      | Palmeiras | 2–0 | 2–2   |

### Chave F1
| 23 de outubro | River Plate | 0 – 1     | Grêmio     | Estádio Monumental de Núñez, Buenos Aires                       |
| 21:45 (UTC−3) |             | Relatório | Michel 61' | Público: 62 000[carece de fontes?] Árbitro: PER Víctor Carrillo |

| 30 de outubro | Grêmio        | 1 – 2     | River Plate                      | Arena do Grêmio, Porto Alegre             |
| 21:45 (UTC−3) | Léo Gomes 35' | Relatório | Borré 81' · Martínez 90+4' (pen) | Público: 53 571 Árbitro: URU Andrés Cunha |

2–2 no placar agregado, River Plate avançou pela regra do gol fora de casa.

### Chave F2
| 24 de outubro | Boca Juniors       | 2 – 0     | Palmeiras | Estádio La Bombonera, Buenos Aires                            |
| 21:45 (UTC−3) | Benedetto 83', 87' | Relatório |           | Público: 50 000[carece de fontes?] Árbitro: CHI Roberto Tobar |

| 31 de outubro | Palmeiras                  | 2 – 2     | Boca Juniors              | Allianz Parque, São Paulo                  |
| 21:45 (UTC−3) | Luan 52' · Gómez 60' (pen) | Relatório | Ábila 17' · Benedetto 69' | Público: 40 299 Árbitro: COL Wilmar Roldán |

Boca Juniors venceu por 4–2 no placar agregado.

## Final
O campeão da Copa Libertadores 2018 garante o direito de participar da Copa do Mundo de Clubes da FIFA de 2018. Além do Mundial de Clubes, o campeão adquire o direito de participar da Recopa Sul-Americana de 2019 contra o campeão da Copa Sul-Americana de 2018.
| Equipe 1     | Total     | Equipe 2    | Ida | Volta |
| ------------ | --------- | ----------- | --- | ----- |
| Boca Juniors | 3–5 (pro) | River Plate | 2–2 | 1–3   |

| 11 de novembro[c] | Boca Juniors              | 2 – 2     | River Plate                        | Estádio La Bombonera, Buenos Aires                            |
| 16:00 (UTC−3)     | Ábila 33' · Benedetto 45' | Relatório | Pratto 35' · Izquierdoz 60' (g.c.) | Público: 49 000[carece de fontes?] Árbitro: CHI Roberto Tobar |

| 9 de dezembro[d] | River Plate                                     | 3 – 1 (pro) | Boca Juniors  | Estádio Santiago Bernabéu, Madrid[d]      |
| 20:30 (UTC+1)    | Pratto 67' · Quintero 108' · G. Martínez 120+1' | Relatório   | Benedetto 43' | Público: 62 282 Árbitro: URU Andrés Cunha |

River Plate venceu por 5–3 no placar agregado.